# Tejmuraz Ediszeraszwili
Tejmuraz Wiktorowicz Ediszeraszwili (ros. Теймураз Викторович Эдишерашвили; ur. 26 września 1973) – rosyjski zapaśnik w stylu klasycznym. Startował w kategorii ciężkiej.

## Kariera sportowa
Czwarty zawodnik Igrzysk w Atlancie 1996 w wadze do 100 kg. Trzykrotny uczestnik mistrzostw Europy, czwarte miejsca w 1995 i 1998. Pierwszy w Pucharze Świata w 1995 i 1996. Trzeci na MŚ kadetów w 1995 roku.